# کلیفورد سیفتن
کلیفورد سیفتن (انگلیسی: Clifford Sifton؛ ‏ ۱۰ مارس ۱۸۶۱ – ۱۷ آوریل ۱۹۲۹) سیاست‌مدار حزب لیبرال کانادا و وزیر کشور در دوران نخست‌وزیری ویلفرید لوریه بود.
وی یکی از مشوقان مهم جذب گستردهٔ مهاجران به کانادا در دههٔ نخست سدهٔ بیستم بود. وی در سال ۱۹۰۵ بر سر آموزش مذهبی با بودجهٔ عمومی در استان‌های آلبرتا و ساسکاچوان دچار اختلاف شد و استعفا داد.